# Albert Kapengut
Albert Sinowjewitsch Kapengut (russisch Альберт Зиновьевич Капенгут, belarussisch Альбэрт Капэнгут/Albert Kapenhut; * 4. Juli 1944 in Kasan) ist ein belarussischer Schachspieler und -trainer.

## Leben
Im Jahr 1961 gewann er die Meisterschaft von Minsk. Siebenmal konnte er die Meisterschaft der Weißrussischen SSR gewinnen: 1962, 1967, 1968, 1969, 1976, 1977 und 1978. Zweimal, nämlich 1971 und 1972, nahm Kapengut an der UdSSR-Meisterschaft teil. 1971 in Leningrad belegte er den zehnten Platz, wobei er u. a. Efim Geller und Wolodymyr Tukmakow hinter sich ließ. 2003 gewann er die Meisterschaft von New Jersey.
Von 1964 bis 1968 mit der Ausnahme von 1967 gehörte er der sowjetischen Nationalmannschaft bei den jährlich stattfindenden Studentenweltmeisterschaften an, wie zum Beispiel auch Eduard Buchman, Roman Dzindzichashvili, Boris Gulko, Wiktar Kuprejtschyk, Hennadij Kusmin, Wolodymyr Sawon und Wolodymyr Tukmakow. Die Mannschaft erreichte jeweils die Goldmedaille, wobei Kapengut noch zusätzlich 1966 in Örebro das beste Ergebnis aller Spieler am vierten Brett hatte (7,5 Punkte aus 8 Partien) sowie 1968 in Ybbs an der Donau das beste Ergebnis aller Spieler am ersten Reservebrett (mit 6 aus 8).
Als Schachtrainer trainierte er zum Beispiel Juri Schulman, Ilia Smirin, Boris Gelfand und Michail Tal, dessen Sekundant er 1979 und 1980 war. Er gehörte auch zum Theoriestab von Anatoli Karpow. Inzwischen unterrichtet er Schach unter anderem im Kings & Queens Chess Club. Er selbst wurde trainiert von Issaak Boleslawski und Alexei Sokolski.
Er trägt seit 1991 den Titel Internationaler Meister. Kapengut hatte die erforderlichen Normen bereits 1973 erspielt, aber der Funktionär Wiktor Baturinski vergaß, die Meldung an die FIDE zu übersenden. Garri Kasparow erwähnte einmal, dass dies daran lag, dass man bei Kapengut ein Buch des Dissidenten Boris Pasternak gefunden habe. Seine Elo-Zahl beträgt 2385 (Stand: September 2014), er wird jedoch als inaktiv geführt, da er seit dem im Februar 2013 in Parsippany ausgetragenen Turnier 43rd Annual World Amateur Team & US Team East keine Elo-gewertete Partie mehr gespielt hat. Die beste Elo-Zahl Kapenguts lag bei 2490 für das Jahr 1973. Seine beste historische Elo-Zahl vor Einführung der Elo-Zahlen war 2598, er erreichte diese im Dezember 1967 und belegte damit den 63. Platz der Weltrangliste.  Seit April 2008 spielt er für den US-amerikanischen Schachverband.
In der United States Chess League spielte er von 2009 bis 2013 für die New Jersey Knockouts.

## Schachbücher
- Benoni A65. Informator-Verlag, Belgrad 1996 (gemeinsam mit Boris Gelfand)
- Benoni A70. Informator-Verlag, Belgrad 1998 (gemeinsam mit Boris Gelfand)